# チャールズ・ウォルフ (宣教師)
チャールズ・ウォルフ（Charles Wolff、1840年8月20日 - 1919年8月26日）は、オランダ生まれのアメリカ・オランダ改革派教会から日本に派遣された第6番目の宣教師である。
1840年にオランダで生まれた。グイド・フルベッキと親戚であった。アムステルダム・ギムナジウムを卒業した後に、アメリカ合衆国に渡り、フルベッキが学んだオーバン神学校に入学する。神学校在学中にアメリカ・オランダ改革派教会海外伝道局のフェリスに宣教師として日本に派遣してくるように懇願した。
1870年にオーバン神学校を卒業すると、アメリカ・オランダ改革教会より日本派遣宣教に任命される。翌年1871年2月26日に横浜に上陸する。同じ船にアメリカン・ボードのギューリックが乗船していた。横浜港ではジェームス・ハミルトン・バラが船内に迎えに来て、しばらくはバラの家に留まった。最初の2年間はバラの教え子に英語を教えて、横浜で宣教と教育活動に従事する。また、サミュエル・ロビンス・ブラウンとバラの教会で説教をしていた。
1872年の横浜のヘボン宅で開催された第一回在日宣教師会議ではブラウン、バラ、ヘンリー・スタウトと共に改革教会の宣教師として出席した。
1873年2月に青森県弘前市の東奥義塾の初代外国人教師として招かれた。1874年1月には契約が満期になり解雇され、横浜に戻る。横浜のブラウン宅での宣教師会議で、ウォルフは次に長崎に派遣されることになった。ウォルフは長崎のヘンリー・スタウトの元で英語教育に携わった。その時、東奥義塾の3代目英語教師のジョン・イングの後任にという話が持ち上がったが、イングが再契約することになった。
その後、東奥義塾塾長だった吉川泰次郎が名古屋の政府学校（愛知英語学校）に赴任することになり、ウォル英語教師の誘いがあり、1876年に名古屋に移り、宣教師を辞職した。1877年2月に愛知英学校が廃止されると、大阪英語学校、1887年からは第一高等中学校、1886年から1896年、そして1901年から1905年まで学習院などで語学講師を務めた。
晩年は東京青山南町に隠居して、1919年に横浜で死去した。